# Paulo César Vieira Rosa
Paulo César Vieira Rosa (Igaraçu do Tietê, 28 september 1963) is een voormalig Braziliaanse voetballer en trainer, beter bekend onder zijn spelersnaam Paulinho McLaren. Zijn bijnaam dankt aan het vieren van een doelpunt in 1991 waar hij de Braziliaanse formule 1 piloot Ayrton Senna imiteerde, Senna reed op dat moment voor McLaren.

## Biografie
Paulinho McLaren begon zijn carrière bij kleinere clubs en brak in 1989 door bij Atlético Paranaense. Nadat hij naar Figueirense trok werd hij opgemerkt door het grote Santos. Hier speelde hij aan de zijde van Serginho Chulapa, Almir en Guga. In 1991 werd hij topschutter van de Série A met vijftien goals. In 1992 trok hij de oceaan over naar Porto waar hij in 1993 de landstitel en de supercup mee won. Hij keerde na één seizoen terug naar Brazilië en ging voor Internacional spelen, waarmee hij in 1994 het Campeonato Gaúcho won. Hierna speelde hij nog voor verschillende clubs.
Na zijn spelerscarrière werd hij trainer.